# Happy Little Pill
Pour les articles homonymes, voir Pill (homonymie).
Singles de Troye Sivan
The Fault in Our Stars
(2013) Papercut
(2015)
Happy Little Pill est un single musical du chanteur australien Troye Sivan extrait de l'EP TRXYE (2014).

## Classements et certification

### Classements hebdomadaires
| Classement (2014)               | Meilleure position |
| ------------------------------- | ------------------ |
| Allemagne (Media Control AG)    | 87                 |
| Australie (ARIA)                | 10                 |
| Autriche (Ö3 Austria Top 40)    | 47                 |
| Belgique (Flandre Ultratip 100) | 45                 |
| Canada (Hot 100)                | 50                 |
| Danemark (Tracklisten)          | 11                 |
| États-Unis (Hot 100)            | 92                 |
| Finlande (Tilastot Suomen)      | 1                  |
| Irlande (IRMA)                  | 11                 |
| Nouvelle-Zélande (RMNZ)         | 2                  |
| Pays-Bas (Single Top 100)       | 85                 |
| Tchéquie (IFPI Rádio)           | 45                 |
| Royaume-Uni (UK Singles Chart)  | 86                 |
| Slovaquie (IFPI Rádio)          | 48                 |

### Certifications
| Pays             | Certification | Seuil de certification |
| ---------------- | ------------- | ---------------------- |
| Australie (ARIA) | Or            | 35 000                 |